# Superbet
Superbet is een internationaal bedrijf dat sportweddenschappen en kansspelen uitbaat. Het bedrijf is gevestigd in Boekarest, Roemenië. De groep werd in 2008 opgericht door Sacha Dragic. In totaal heeft Superbet Holding Roemenië bijna 1.000 agentschappen in gans het land en heeft het meer dan 3.500 mensen in dienst. Buiten Roemenië is het bedrijf ook actief in België, Malta, Oostenrijk, Servië, Slovakije en Polen.
In België nam Superbet Napoleon Games over in 2021. Het werd daarmee marktleider in België, met controle over de casino’s van Knokke en Middelkerke.